# Roberto Zapperi
Roberto Zapperi est un historien de l'art italien né le 20 janvier 1932.

## Biographie
Il a étudié l'art à Rome et a publié plusieurs écrits sur la peinture.
Il soutient la thèse que le célèbre tableau de Léonard de Vinci appelé La Joconde serait une commande d'un portrait faîte par Julien de Médicis (1478-1516) pour son fils Hippolyte.

## Ouvrages traduits en français
- L'Homme enceint, Paris, Presses universitaires de France, 1983, 256 p.
- Annibale Carracci : Portrait de l'artiste en jeune homme, Aix-en-Provence, Alinéa, 1990, 174 p.